# Kumarila
Kumarila (auch Kumarila Bhatta genannt; Devanagari: कुमारिल, Kumārila) war ein indischer Philosoph und Brahmane im 7. Jahrhundert (evtl. * um 600; † um 660).

## Leben
Kumarila, dessen Biographie weitgehend unbekannt ist, gilt als zweitwichtigster Lehrer im klassischen System des Mimansa nach seinem Schüler Prabhakara. In seinem Hauptwerk Shlokavarttika kommentierte er das systembegründende Mimansa-Sutra aus dem 3. Jahrhundert vor Christus und stellte anschließend seine eigene Lehre in Abgrenzung zu buddhistischen und jainistischen Schulen vor.
Es sei zentral, um ein von Leid freies Leben zu führen, die praktisch-religiösen Pflichten des Veda zu erfüllen, lehrte Kumarila. Dies gelte auch, wenn die Leidfreiheit unter Umständen erst in einem künftigen Leben erreicht werde. Die Garantie der Geltung des Veda liege in der sprachphilosophisch begründeten Ewigkeit der ‚natürlichen‘ Verbindung zwischen überliefertem Wort und seinem Gegenstand.

## Ausgaben
- Kumārila Bhaṭṭa: Ślokavārttika. Übersetzt von Ganganatha Jha, The Asiatic Society, Calcutta 1985 [1900].